# Andreas Stenz
Andreas Waaben Stenz (8. september 1911 – 11. maj 2000) var en dansk gårdejer og medlem af modstandsgruppen Hvidstengruppen.
Han blev i marts 1943 kontaktet af kroejeren Marius Fiil med henblik på at danne en gruppe, der kunne modtage nedkastede våben til den danske modstandsbevægelse. Hans yngre bror Jens Stenz deltog også i dette arbejde.
Det lykkedes ved gruppens arrestation i marts 1944 Andreas Stenz at undslippe. Han kom siden til Sverige sammen med Svend Egon Andersen, hvor de sluttede sig til Den Danske Brigade.

## Eksterne kilder og henvisninger
- Andreas Stenz i Frihedsmuseets modstandsdatabase